# Homoneura hackeri
Homoneura hackeri är en tvåvingeart som beskrevs av Kim 1994. Homoneura hackeri ingår i släktet Homoneura och familjen lövflugor. Inga underarter finns listade i Catalogue of Life.